# Любочки шорсткі
Любочки шорсткі, любочки щетинисті (Leontodon hispidus) — вид рослин з родини айстрових, поширений у Європі, Туреччині, на Кавказі.

## Опис
Багаторічна трав'яниста рослина 10–70 см заввишки. Вся рослина або тільки листки вкриті 2-вилчастими або кучерявим простими волосками. Листочки обгортки на краю голі. Сім'янки світло-коричневі, 4–6 мм довжиною, з більш-менш коротким носиком; чубчик рідкісний, з коротких волосків.

## Поширення
Поширений у Європі, Туреччині, на Кавказі — Вірменія, Азербайджан, Грузія, півночі Іраку й Ірану.
В Україні вид зростає серед чагарників, на луках, степових і кам'янистих схилах — майже на всій території, крім Степу; після перерви з'являється в горах на півдні України і на Тарханкутському півострові. Медоносна, харчова, кормова рослина.

## Галерея

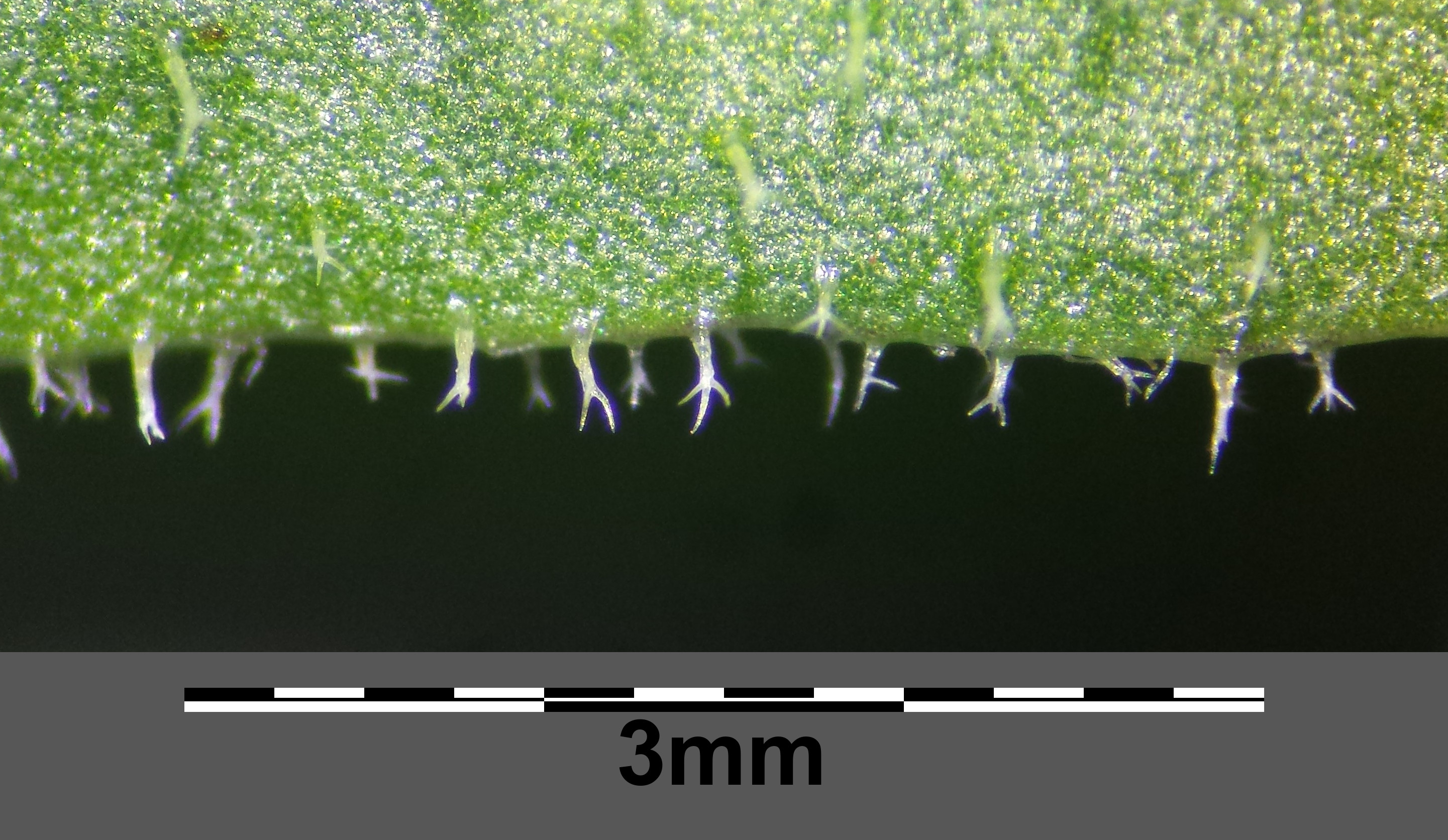
край листка
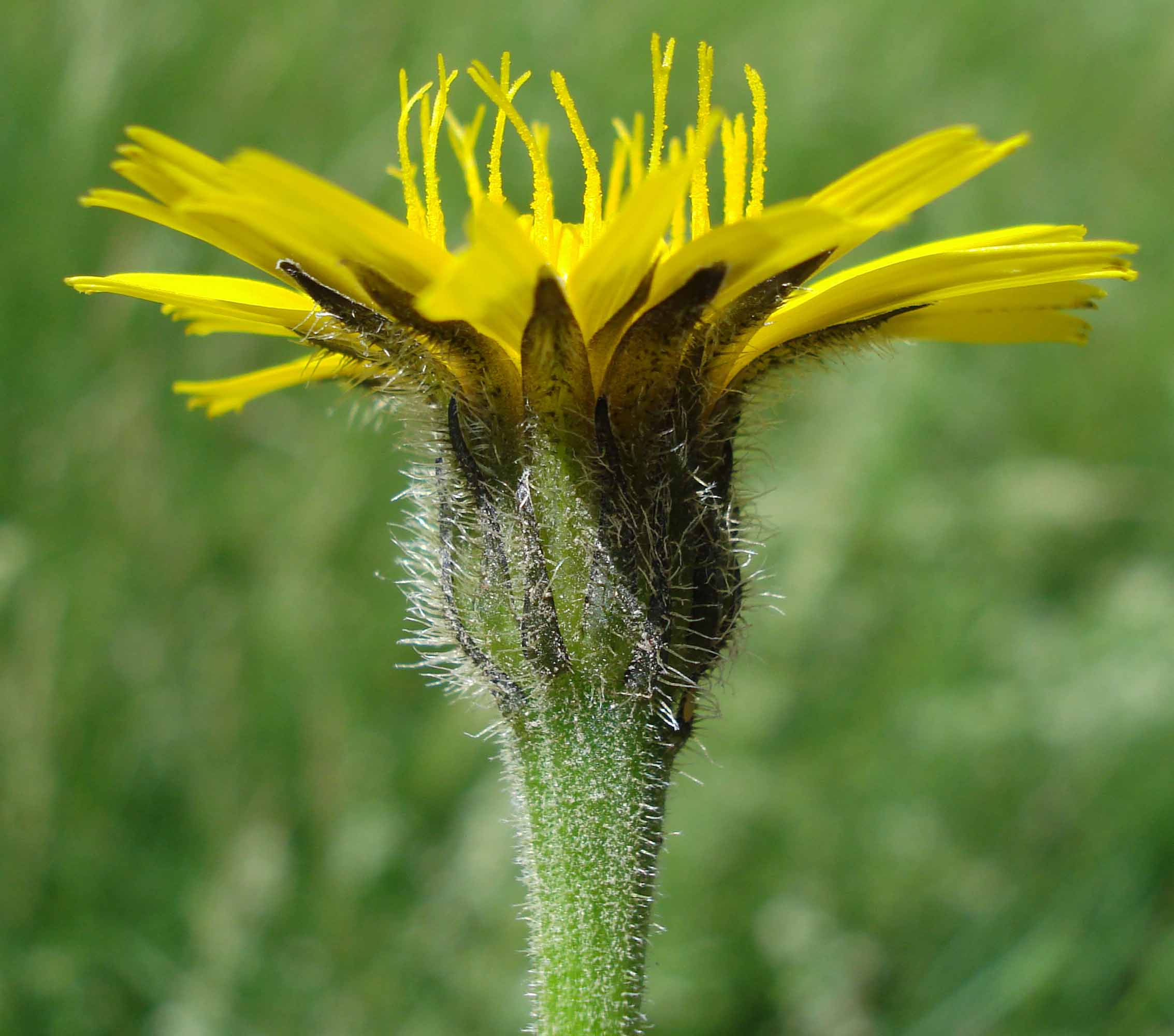
квіткова голова (кошик)
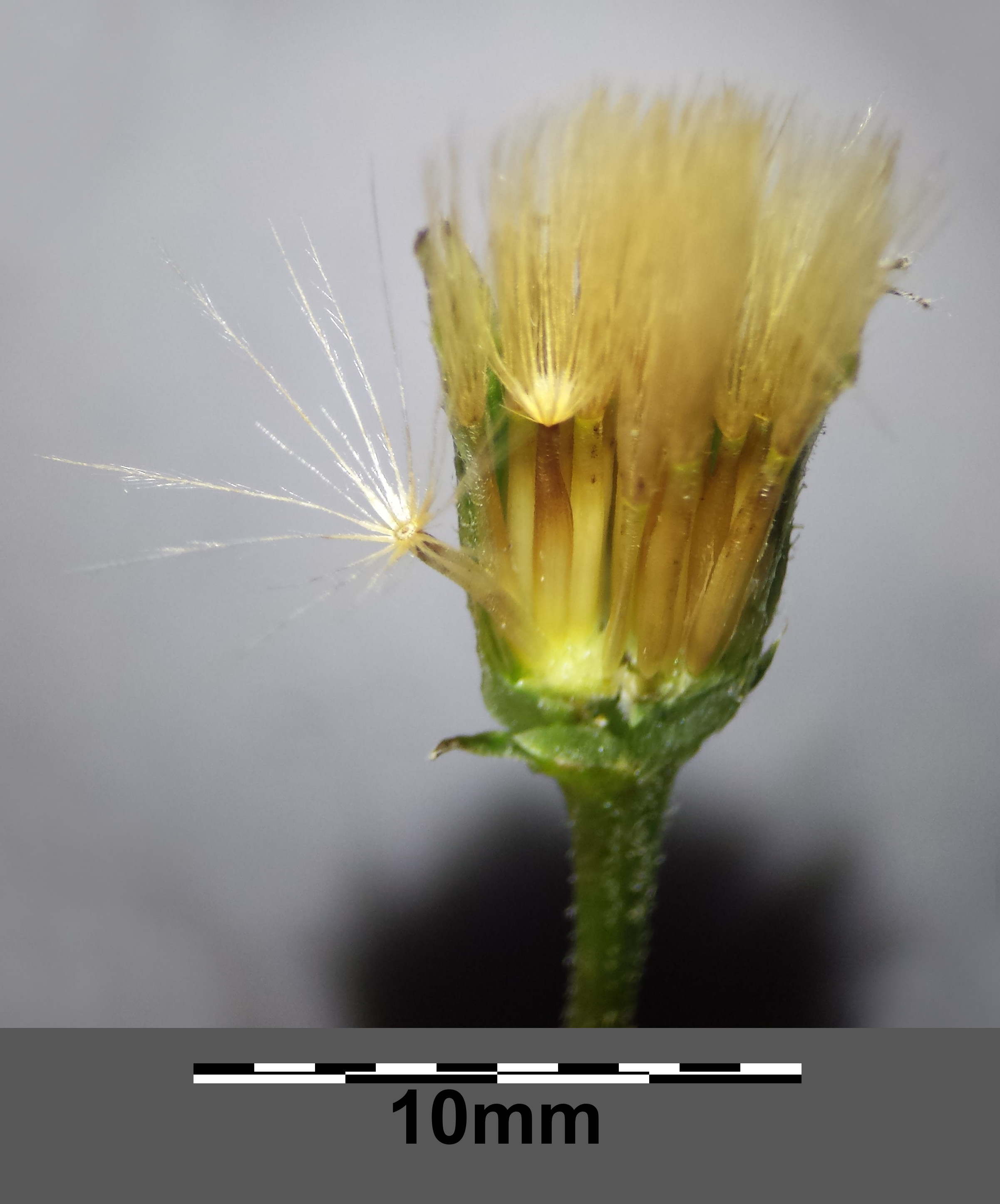
Кошик з плодами